# Caffè alla valdostana

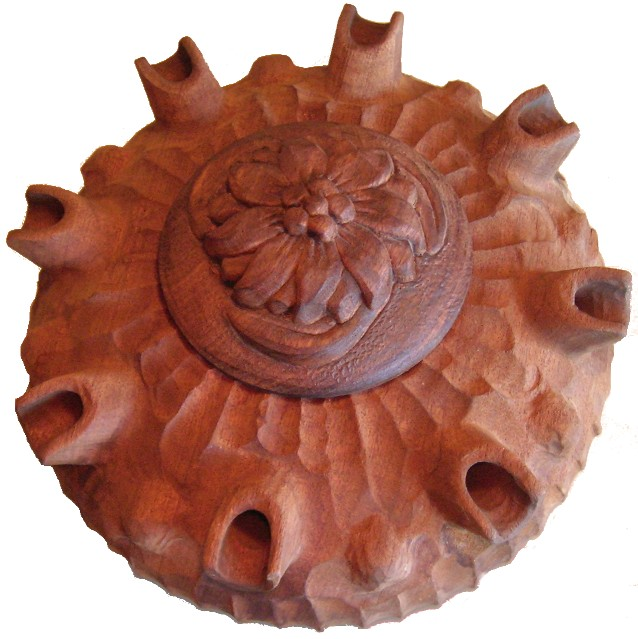
La coppa dell'amicizia

Il caffè alla valdostana (in francese, café à la valdôtaine; in patois valdostano café à la cognèntse) è un modo comunitario di bere il caffè, tipico costume della cucina valdostana. Richiede un contenitore apposito, grolla o coppa dell'amicizia, intagliato in un pezzo di legno.

## Storia
In Valle d'Aosta, come nel resto d'Europa, il caffè si diffuse a cavallo tra il XVI e il XVII secolo.
La diffusione iniziale, come si deduce dal nome in patois valdostano, café à la cognèntse, si riferisce a Cogne.
Le varietà di caffè normalmente utilizzate per il caffè alla valdostana sono quella arabica e quella robusta.

## Recipiente
Il caffè alla valdostana si beve à la ronde (= a turno) nella coppa dell'amicizia (in francese, coupe de l'amitié) un contenitore di legno con coperchio e vari beccucci (fr. becs), sempre in numero pari, usato soprattutto in Valle d'Aosta. Ogni convitato beve da un beccuccio differente.
Viene spesso chiamata erroneamente grolla, che invece è più alta e stretta.

## Ricetta

### Ingredienti
- 4 tazzine di caffè
- 2 tazzine di grappa o altro liquore (es. cointreau)
- 8 cucchiaini di zucchero
- scorzette di limone e di arancia

### Preparazione
Versare il caffè nella coppa dell'amicizia. Aggiungere lo zucchero con le scorze d'arancio e di limone. Cospargere l'orlo della coppa con lo zucchero, bagnandolo con la grappa e versandone il resto nel caffè. Appiccare il fuoco al liquido, rimestando con un cucchiaio e lasciando bruciare fino a quando lo zucchero sul bordo non sia caramellato. I convitati berranno, una volta spenta la fiamma con il coperchio, uno dopo l'altro e in senso antiorario, dai diversi beccucci della coppa (“à la ronde”).